# Sarphatique
Le sarphatique ou judéo-français, parfois laaz occidental, est une langue judéo-romane médiévale, aujourd'hui disparue, qui était en usage dans le Nord de la France, au sein des communautés juives de l'aire géographique de la langue d'oïl et à l'ouest du Saint-Empire germanique notamment dans les villes de Mayence (Magenza) et de Metz, probablement dans un usage essentiellement livresque, religieux ou exégétique. 
Le sarphatique était parlé par les Tsarfatim, nom donné aux Juifs du royaume de France, la France étant appelée Tsarfat en hébreu. 

## Origines
Le terme sarphatique vient du nom hébreu de la France Tsarfat (צרפת), dont l'origine est discutée. Certains le voient dérivant du nom biblique de la cité phénicienne de Sarepta ou puisant son origine dans un verset du prophète Abdias. Pour d'autres, Tsarfat serait à rapprocher du mot tsirouf qui désigne le creuset dans lequel le bijoutier fait fondre ses métaux pour obtenir un alliage. 
Le sarphatique s'écrivait en utilisant une variante de l'alphabet hébreu et apparait sous sa forme écrite au XIe siècle dans des gloses de la Torah et du Talmud écrites par les rabbins Moshe HaDarshan, puis Rachi de Troyes auquel on attribue l'invention d'une écriture hébraïque onciale. La langue se sécularisera progressivement à partir du milieu du XIIIe siècle pour se retrouver, au-delà de la sphère exclusivement exégétique, dans des domaines aussi variés que la poésie, la médecine, l'astronomie ou le commerce. 
La plupart des linguistes s'accordent pour dire que le judéo-français ne diffère pas fondamentalement de l'ancien français dont il ne se singularise essentiellement que par un système d'écriture spécifique, une tradition littéraire indépendante et un vocabulaire ayant trait à des réalités propres à la culture et à la religion juives. Cependant quelques chercheurs ont pu considérer que c'est un dialecte différent de son pendant chrétien, voire une langue judéo-romane spécifique. 
Il semble pourtant que le sarphatique n'a vraisemblablement jamais constitué une langue vernaculaire : les Juifs ne parlaient pas une autre langue que les dialectes ou patois qui les environnaient, ne s'en distinguant peut-être que par des traits phonologiques et lexicaux plus spécifiques à leurs communautés. Il devait s'agir davantage d'une langue liturgique, exégétique et livresque, dont la vocation première était l'explication et la traduction en langue vulgaire de termes contenus dans la littérature biblique et rabbinique.

## Âge d’or et disparition
Avec la première croisade s'est ouvert un processus de déchéance légale et de spoliation des juifs qui sera progressivement suivi de persécutions et d’expulsions, qui prendra fin en 1394 avec la disparition définitive des quelques communautés juives demeurant encore alors dans la France du Nord. Néanmoins, ce processus connaîtra des phases de rémission ou de rappel qui permettront au sarphatique de se développer. Ainsi, les communautés juives connaissent un essor démographique, géographique, économique important au XIIe siècle, qui fait de celui-ci l’âge classique de Tsarfat. C'est ainsi dans les écoles rabbiniques de Tsarfat que s’élaborent les tossafot, l'œuvre collective d’explication de la Bible et du Talmud de Babylone. 
Après la grande expulsion prononcée en 1306 par Philippe le Bel, il ne reste que des communautés réduites qui seront définitivement expulsées du royaume en 1394. Les communautés chassées s'éparpilleront en Savoie, en Dauphiné, en Espagne ou encore en Italie sans destinée collective. La disparition et l'interdiction de la présence juive dans le royaume de France entrainent consécutivement la disparition du judéo-français vers la fin du XIVe siècle, non sans qu'il ait cependant marqué la langue française qui lui doit encore des éléments de son vocabulaire. 
Par ailleurs, concernant la postérité de ce judaïsme de Tsarfat et de ses exégètes, l'historien Gérard Nahon, enseignant de judaïsme médiéval et moderne à l'École pratique des hautes études, explique que « leurs manuscrits du Talmud, de la Bible, leurs commentaires produits deviendront le patrimoine et le modèle du judaïsme dans son ensemble. Les leçons des rabbins de la France du Nord, reprises par l’exégèse chrétienne, contribueront à la biblicisation de l’Europe ».
On a également pu conjecturer, sur la base de mots comme benschen au lieu de segnen (« bénir »), que le sarphatique était la langue originelle de ceux des juifs qui, adoptant le moyen haut allemand en Europe, donneront naissance au yiddish. Cependant il peut aussi s'agir d'emprunts, et un autre mot yiddish d'origine romane comme lajnen (« lire ») n'est pas de type français.

## Lexicographie
On trouve 3 500 occurrences de termes français — plutôt en langue d'oil ou en champenois médiéval —, soit pas moins 1 700 mots différents dans les commentaires de l'exégète et rabbin du XIe siècle Rachi de Troyes, considéré comme le rénovateur de l'exégèse juive et le pionnier du pshat. Des recherches dans le site web du Centre national de ressources textuelles et lexicales peuvent fournir les mots français dont on fait remonter la première trace au judéo-français ou à l'œuvre de Rachi.